# Juan Antonio González Ibieta
Juan Antonio González Ibieta, agrimensor y político liberal chileno. Nació en Talcahuano, en 1834. Falleció en Santiago, el 15 de marzo de 1904. Hijo de Juan Antonio González Palma y doña Mercedes Ibieta Benavente. 
Estudió en la Facultad de Ciencias Físicas y Matemáticas de la Universidad de Chile; se tituló de Ingeniero agrimensor, el 14 de septiembre de 1855. 
Fue militante del Partido Liberal y posteriormente del Partido Radical. 

## Labor parlamentaria
- Diputado radical por Itata y Maule en cuatro períodos consecutivos (1879-1891). En estas oportunidades fue miembro de las comisiones de Gobierno y Relaciones Exteriores, de Hacienda e Industria, y de Educación y Beneficencia.

- Estuvo fuera del Congreso en 1891 por estar a favor del gobierno de José Manuel Balmaceda durante la Revolución, por lo cual no participó del Parlamento y fue perseguido, debiendo salir del país con destino a Argentina, hasta 1892.

- Diputado por Itata y Maule (1894-1897). Integró la comisión permanente de Policía Interior.

- Senador suplente de la provincia del Maule, en reemplazo por don Federico Errázuriz Echaurren, quien fue elegido Presidente de la República (1894-1900). Se incorporó el 21 de septiembre de 1896 al Senado, terminando su período en 1900. Fue miembro de la comisión permanente de Constitución, Legislación y Justicia.

- Senador propietario por Maule (1900-1906), integrante de la comisión permanente de Gobierno y la de Presupuestos. Sin embargo falleció en pleno ejercicio de su labor senatorial, por lo cual fue reemplazado por Luis Devoto Arrizaga (PLD), quien se incorporó al Senado en diciembre de 1904.